# C27H27NO
化学式C27H27NO（摩尔质量：381.519 g/mol）可以指：
- JWH-147，CAS号：914458-20-1
- JWH-244，CAS号：914458-35-8
- JWH-346，CAS号：914458-29-0
- JWH-370，CAS号：914458-22-3

|  | 这个同类索引页列出了具有相同分子式的化学物（即同分異構體）条目。 除非您是有意链接至本页，否则应将相应条目的内部链接指向正确的条目。 |